# 内々神社
内々神社（うつつじんじゃ）は、愛知県春日井市にある神社である。

## 祭神
- 建稲種命
- 日本武尊
- 宮簀媛

## 由緒
創建年代については不詳であるが、延喜式に記載された式内社である。
東国の平定を終えた日本武尊が内津峠に差し掛かった時、早馬で駆けてきた従者の久米八腹（くめのやはら）から副将軍である建稲種命が駿河の海で水死したとの報告を受けた。それを聞いた日本武尊は「ああ現哉々々（うつつかな）」と嘆き、その霊を祀ったのが内々神社の始まりという。

## 庭園
神社内の看板には、日本初の作庭家ともいわれる臨済宗の禅僧・夢窓疎石の作庭と伝わると表記されているが、庭園の形式は池泉鑑賞式・廻遊式林泉型の蓬莱庭園。庭園研究者の重森三玲や澤田天瑞は江戸初期としている。

## 文化財
愛知県指定有形文化財
- 内々神社社殿(本殿・拝殿・幣殿)[2]附:棟札11枚

愛知県指定名勝
- 内々神社庭園[3]

春日井市指定文化財
- 内々神社宝剣3振[4]
- 内々神社御舞台[4]

## ギャラリー

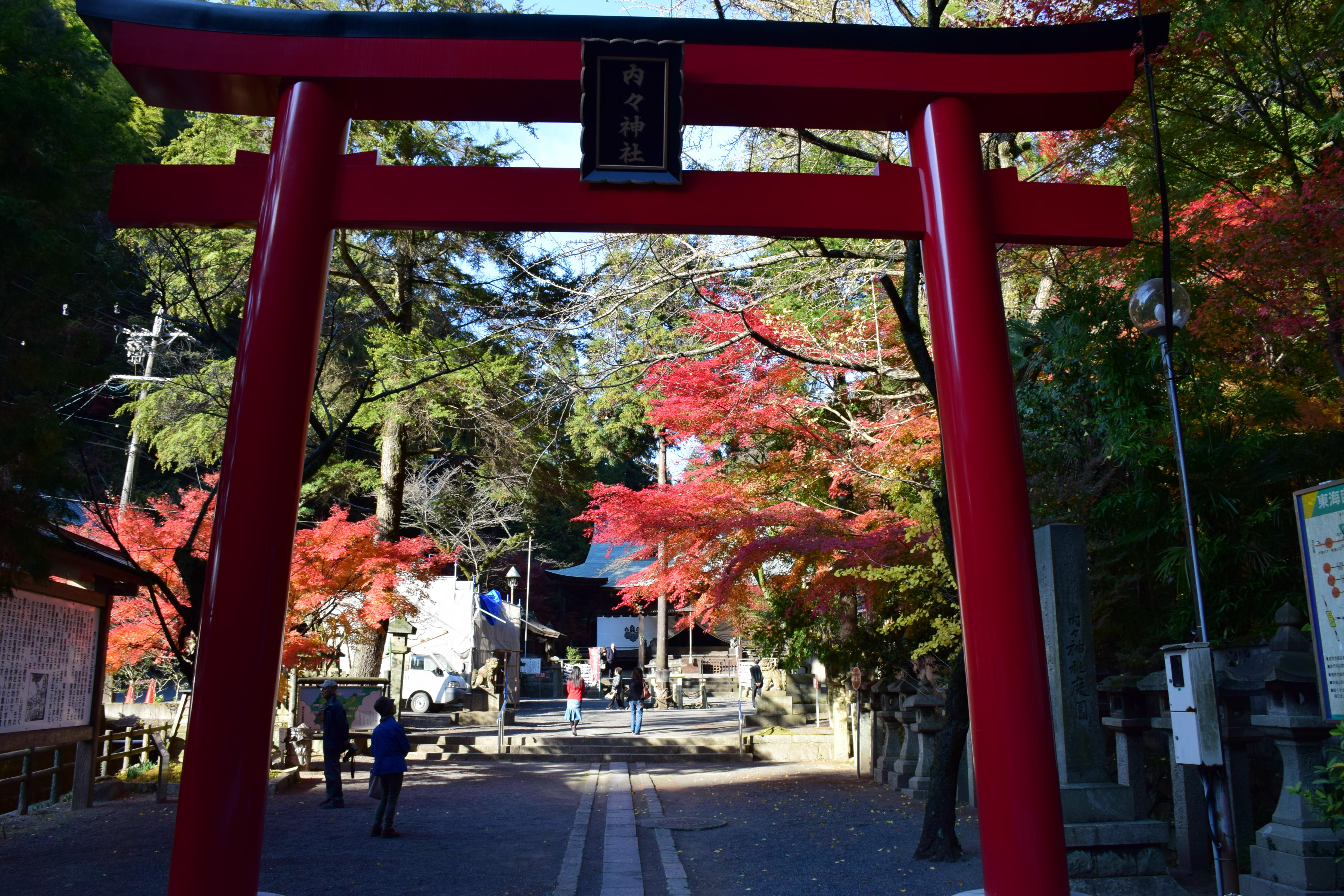
境内
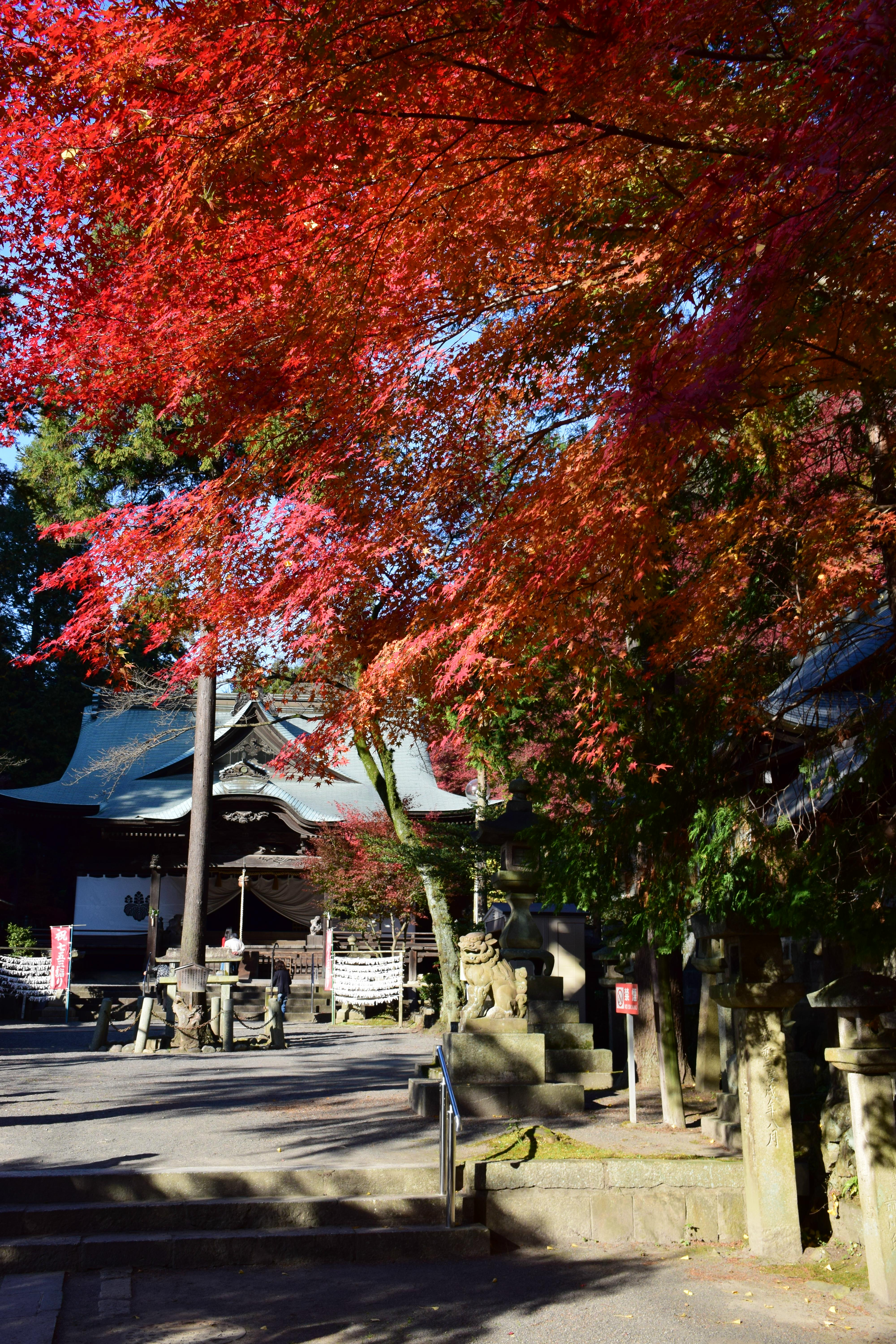
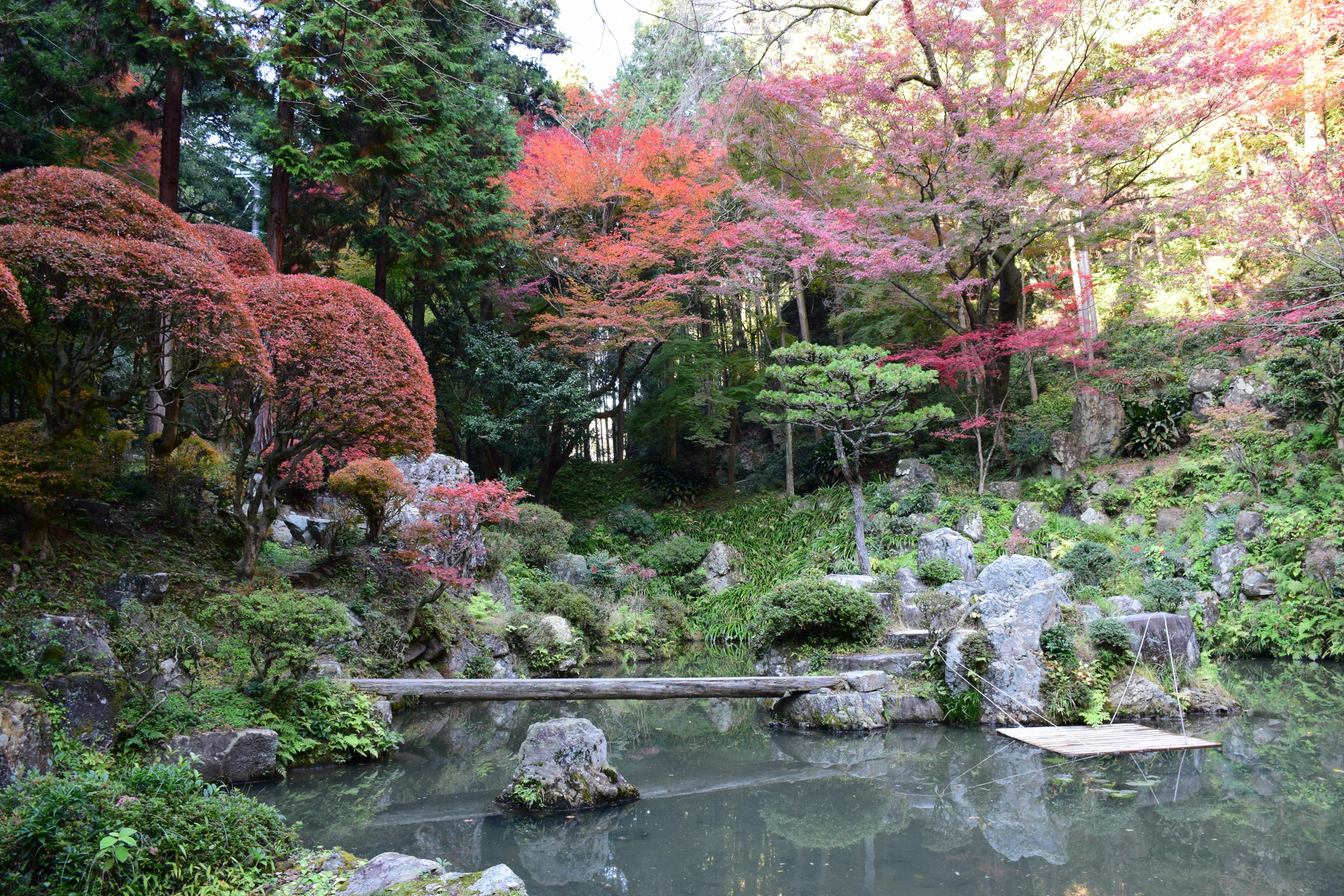
庭園
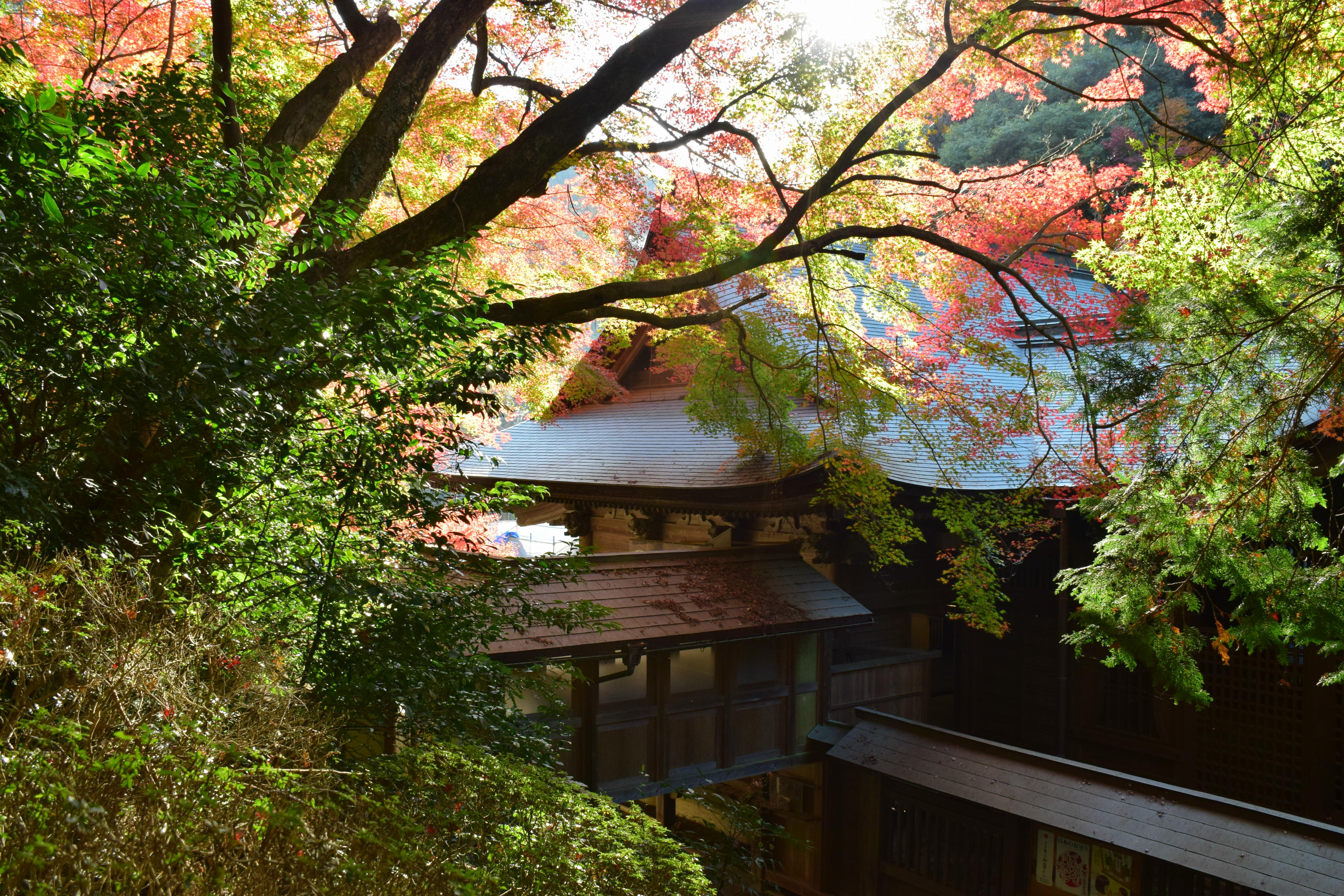
社殿
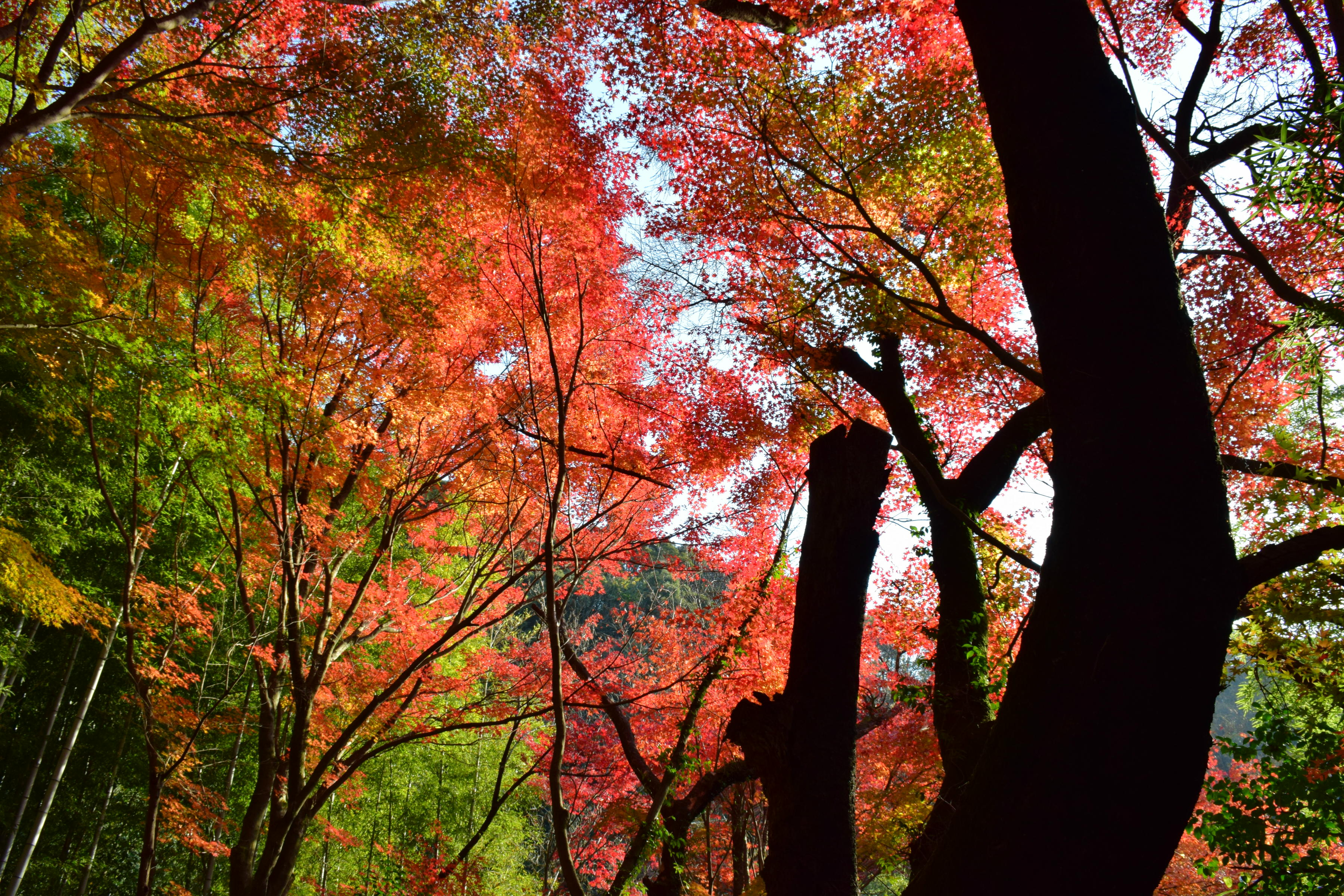
紅葉
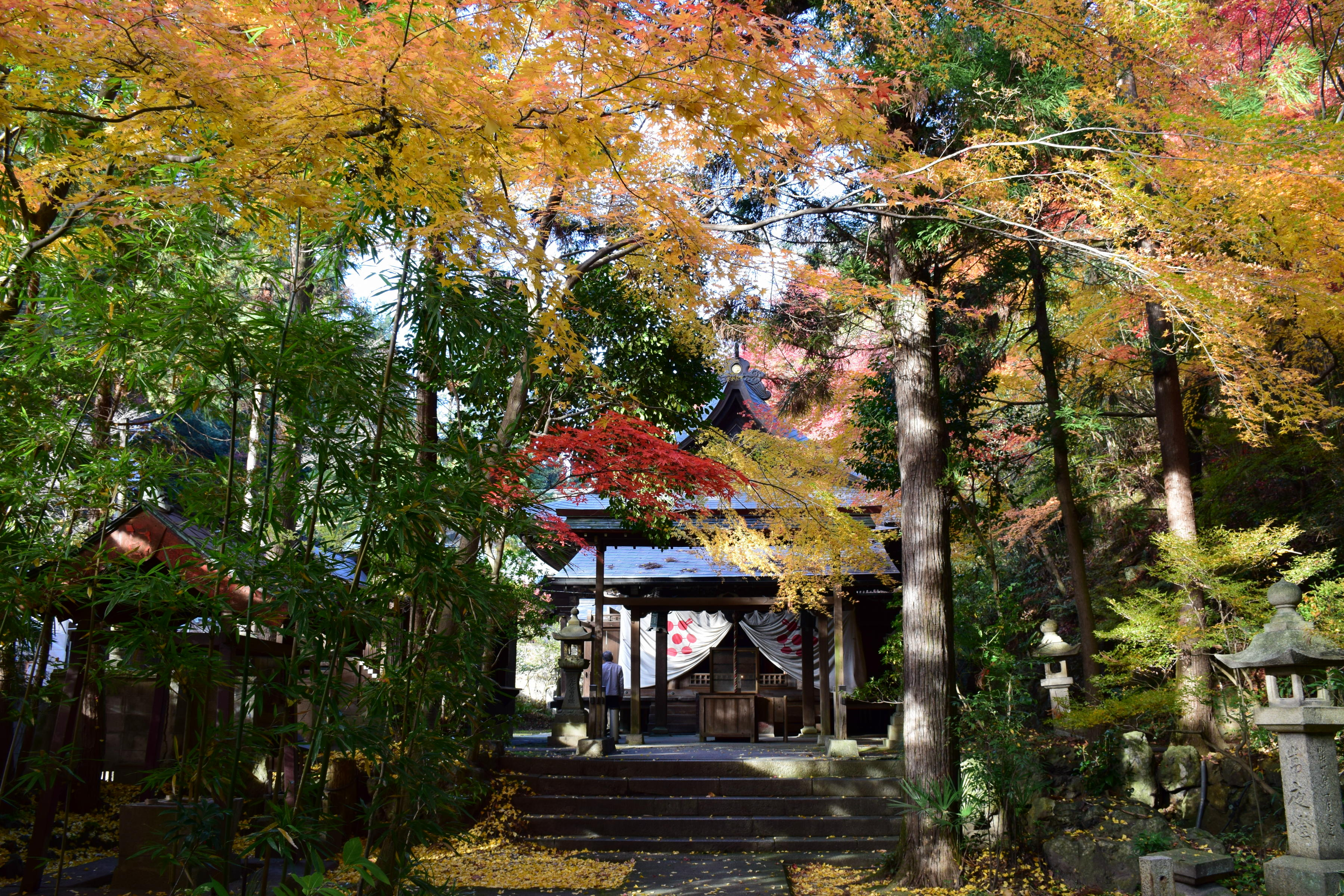
内々神社の隣にある妙見寺

## 所在地
- 愛知県春日井市内津町24